# Jiana (sit SCI)
Jiana este o arie protejată (arie specială de conservare — SAC, sit de importanță comunitară — SCI) din România, desemnată în scopul protejării biodiversității și menținerii într-o stare de conservare favorabilă a florei spontane și faunei sălbatice, precum și a habitatelor naturale de interes comunitar aflate în arealul zonei de protecție. Aceasta se întinde pe o suprafață de 13.256,3 ha, integral pe uscat.

## Localizare
Situl Jiana se întinde pe teritoriile administrative ale comunelor Burila Mare, Devesel, Gogoșu, Gruia, Jiana, Pătulele, Pristol și Vânjuleț; și pe cel al orașului Vânju Mare din județul Mehedinți. Centrul acestuia este situat la coordonatele  44°24′08″N 22°39′47″E / 44.402358°N 22.662961°E.

## Înființare
Situl Jiana (ROSCI0306) a fost declarat sit de importanță comunitară în septembrie 2011 pentru a proteja 8 specii de animale. Situl a fost protejat și ca arie specială de conservare în mai 2022.

## Biodiversitate
Situată în ecoregiunile continentală a Câmpiei Olteniei, aria protejată conține 4 habitate naturale: Păduri mixte cu Quercus robur, Ulmus laevis, Fraxinus excelsior sau Fraxinus angustifolia, riverane marilor fluvii (Ulmenion minaris), Vegetație de silvostepă eurosiberiană cu Quercus spp, Păduri panonice-balcanice de stejar turcesc și Galerii cu Salix alba și Populus alba.
La baza desemnării sitului se află 8 specii (din fauna sălbatică a României) ocrotite la nivel european prin Directiva C.E. 92/43/CE (anexa I-a) din 21 mai 1992 (privind conservarea habitatelor naturale și a speciilor de faună și floră sălbatică) și aflate pe lista roșie a IUCN; astfel:
- mamifere (2): vidră de râu (Lutra lutra)[6], popândăul european (Spermophilus citellus)[7]
- amfibieni (2): buhai de baltă cu burtă roșie  (Bombina bombina)[8], tritonul cu creastă danubian (Triturus dobrogicus)[9],
- nevertebrate (2): rădașcă (Lucanus cervus), croitorul cenușiu (Morimus asper funereus)
- reptile: (2) țestoasa de baltă (Emys orbicularis)[10], țestoasa de uscat bănățeană (Testudo hermanni)[11][3],